# Singhi Kangri
Singhi Kangri je hora vysoká 7 207 m n. m. v pohoří Karákóram. Leží na hranici mezi Indií a Čínskou lidovou republikou.

## Charakteristika
Vrchol Singhi Kangri se nachází 8,7 km západně od hory Teram Kangri I na severozápadě oblasti Siachen Muztagh. Jižní část hory je odvodňována ledovcem Siačen. Vedlejší vrchol Singhi Kangri II se nachází 2,34 km severně na území Číny a je vysoký 6 891 m.

## Prvovýstup
Prvovýstup na Singhi Kangri provedla v roce 1976 japonská expedice ze severní strany. Celkem sedm členů expedice dosáhlo vrcholu.